# Стахановський вагонобудівний завод

ПАТ «Стаха́новський вагонобудівни́й заво́д» — промислове підприємство України, розташоване в місті Кадіївка (Луганська область), що випускало вантажні залізничні вагони. Станом на 2016 рік на території підприємства база бойовиків, частина обладнання вивезена.

## Історія
Завод заснований в 1962 році як завод зварних конструкцій. 29 червня 1965 року була пущена в експлуатацію перша черга заводу, потужністю 10 тис. тонн на рік металоконструкцій для баштових кранів, крокуючих екскаваторів, елеваторних кран-балок та інших видів техніки .
З 1967 року завод спеціалізується на випуску металоконструкцій каркасів котлів великої потужності для будівництва теплових і гідроелектростанцій. У грудні 1969 року завод був перепрофільований на випуск вантажних магістральних вагонів. Вже на початку 1970 року із заводських воріт вийшла перша залізнична платформа в/п 63 тонни, освоєний випуск колісних пар і залізничних візків.
У 1976 році розпочато виробництво вагонів для мінеральних добрив.
У наступні роки конструкторським бюро заводу розроблена технічна документація на вагони різного призначення і спеціальні транспортні засоби в/п 63 ÷ 400 тонн .
Освоєно виробництво залізничних транспортерів майданчикового, колодязного, зчленованого, платформного і зчіпного типів, вагонів для лісу, цементу, глинозему, будівельних матеріалів, гранульованих полімерних матеріалів, борошна, контейнерів в/п 20 тонн для сипучих вантажів і цементу, довгомірних платформ для перевезення великотоннажних контейнерів і колісної техніки, спеціальних транспортерів в/п до 240 тонн для перевезення надпотужних силових трансформаторів і великотоннажного енергетичного обладнання, спеціальних транспортних засобів для перевезення відпрацьованого ядерного палива з АЕС, вагонів-самоскидів (думпкарів) в/п 66 тонн, 105 тонн, 143 тонн , 150 тонн, колісних пар для вантажних вагонів, двовісних візків та інших видів продукції .
У період 1987—1988 роки завод був удостоєний низки премій Міністерства важкого і транспортного машинобудування за розробку по зниженню витрати прокату при серійному виготовленні полегшених вагонних осей, за розробку, освоєння і випуск залізничного транспортера майданчикової типу в/п 120 тонн мод. 14-6063, за розробку, освоєння і випуск вагона для гранульованих полімерних матеріалів мод. 17-495 і вагона для мінеральних добрив мод. 19-923 .
У 1987 році Рада Міністрів України присвоїла заводу звання «Підприємство високої якості продукції».
У 1990 році група працівників заводу удостоєна премії Ради Міністрів за роботу «Комплексні наукові дослідження, розробка, промислове освоєння і впровадження в експлуатацію високоефективних великовантажних залізничних транспортерів».
За створення найкращих зразків нової техніки завод нагороджений дипломами, медалями та цінними подарунками (автомобілями) ВДНГ.
З 1988 по 1992 рік на замовлення французької фірми «Трансмашлінк» завод виготовив і поставив 40 тисяч тонн зварних металоконструкцій для будівництва тунелю під протокою Ла-Манш . Виробництво зварювальних робіт за даним контрактом атестовано фірмою «Бюро Верітас» (Франція).
Заводом накопичений позитивний досвід роботи з постачання продукції закордонним партнерам: до Німеччини — металовироби (фланці), до Ізраїлю — зварні металоконструкції, в Іран — візки та колісні пари колії 1435 мм, до Південної Кореї — 16-вісний залізничний транспортер зчленованого типу в/п 170 тонн .
На замовлення "Федерального агентства з атомної енергії «Мінатоменерго» Росії в найкоротший термін виготовлені два залізничних транспортера для перевезення відходів ядерного палива ТК-13М .
У 2003 році розпочато серійний випуск нових вагонів: вагона-хопера зі збільшеним об'ємом кузова, вагона-хопера з розвантаженням у Міжрейкові простір, вагона-цистерни для перевезення світлих нафтопродуктів, піввагони з глухим кузовом і піввагони з донної розвантаження, які відповідають всім вимогам, що пред'являються до вагонів нового покоління.
За 46 років завод виготовив понад 100000 вантажних вагонів, які експлуатуються в багатьох країнах світу. Продукція заводу поставляється державним і приватним транспортним компаніям та промисловим підприємствам в Україні і країнах ближнього і далекого зарубіжжя.
Вся продукція ПАТ «Стахановський вагонобудівний завод» виготовляється відповідно до Міждержавних стандартів (ГОСТ), Державних стандартів України (ДСТУ) та Міжнародних та Європейських стандартів, сертифікована в системі СС ФЖТ. На підприємстві розробляється система менеджменту якості відповідно до вимог МС ІСО 9001:2008.

## Події

### 100 000-й вагон
30 вересня 2010 року відбулися ювілейні заходи, присвячені випуску 100 000-го залізничного вагону, виробленого на ПАТ «Стахановський вагонобудівний завод». Перспективи Стахановського вагонобудівного заводу сьогодні різко контрастують зі складною ситуацією кризи попередніх років. Поява нового власника — групи банку «Фінанси та кредит» бізнесмена Костянтина Жеваго, після чого СВЗ увійшов до складу холдингової компанії АвтоКрАЗ, Віталій Іванович Касінов порівняв з другим народженням підприємства. Починаючи з 2005 року акціонери інвестували у розвиток заводу понад $60 млн, завдяки чому обсяги виробництва збільшилися більш ніж у два рази в порівнянні з найкращими роками випуску вагонів за часів СРСР. Сьогодні, маючи постійне стовідсоткове завантаження замовленнями від компанії «ВТБ-Лізинг», яка займає ключові позиції в сегментах лізингу російської залізничної техніки, стахановські вагонобудівники вийшли на стабільний випуск 660 вагонів на місяць.

### Рекордна кількість вагонів
У 2010 році завод досяг рекордного обсягу випуску товарної продукції, який склав 7434 одиниці вантажного рухомого складу — небувалий результат за всю 45 річну історію підприємства. У порівнянні з 2009 роком, виробництво вагонів зросло в 4,7 разів або на 5850 вагонів. Зокрема, вироблено 7134 напіввагонів і 300 хоперів для перевезення мінеральних добрив. Власником семитисячного вагона стала одна з найбільших лізингових компаній Росії — «ВТБ-Лізинг», яка є сьогодні стратегічним партнером підприємства.

### Універсальний напіввагон моделі 12-963
Фахівці конструкторського управління СВЗ пропонують споживачам залізничної техніки нову модель універсального напіввагона моделі 12 — 963, яка в повній мірі відповідає вимогам, що пред'являються до вагонів нового покоління.
У порівнянні з напіввагоном моделі 12-9046, що випускається серійно, в новій моделі обсяг суцільнометалевого зварного кузова збільшений на 2 м3 до 87 м3. Обшива бічних і торцевих стін виконана з гладкого листа замість гнутого профілю. На торцевій стіні встановлені два пояси і п'ять зусиль П-образного перетину, що забезпечує її підвищену жорсткість для сприйняття навантажень при зіткненнях. Знижено масу тари напіввагона на одну тонну. Несучі металоконструкції рами, кузова, деталі важільної передачі гальма, обшиви кузова, кришки люків виготовлені з низьколегованої сталі за ГОСТ 19281-89 14 категорії, класу міцності не нижче 390. Хребтова балка обладнана технологічнішими і надійнішими в експлуатації приварними упорами. Ходова частина напіввагона включає два двовісних візка моделі 18-7020, які обладнані пружно-катковими ковзунами нової системи. З метою підвищення безпеки руху напіввагон оснащений новою системою роздільного гальмування візків. Міжремонтний пробіг нового напіввагона збільшений до 32 років, тоді як аналогів, що випускаються зараз, він становить 22 роки.
Досвідчений зразок нового напіввагона успішно пройшов комплекс статичних і динамічних випробувань і міжвідомча комісія залізничників рекомендувала напіввагон до сертифікації в «УкрСЕПРО» і «РС ФЖТ».

## Продукція та послуги

### Продукція
Станом на 2011 рік вся продукція підприємства поставляється на експорт.
Продукція вагонобудування:
- вагони-хопери
- напіввагони
- вагони криті
- вагони-цистерни
- платформи
- транспортери
- думпкари
- вагони-платформи
- вагони бункерного типу

Також освоєно виробництво ходових частин вагонів:
- колісних пар
- двовісних візків

Металеві конструкції:
- колони гратчасті і суцільні
- зв'язки по колонах
- кроквяні і підкроквяні ферми
- підкранові і гальмові балки
- прогони
- вітрові ферми
- ригелі
- огороджувальні конструкції
- гальмівні балки і ферми
- бункери різної ємності
- сходи, площадки, огорожі та інші конструкції

### Послуги
- Розробка та узгодження конструкторської документації на вантажні вагони різного призначення, в тому числі транспортери різних типів вантажопідйомністю до 400 т., спеціальні залізничні транспортні засоби для ВЗТ (внутрішньозаводського транспорту) і запасні частини для вантажних вагонів, в тому числі вантажонесучі конструкції для транспортерів
- Розробка конструкторської документації стадії КМД за робочими кресленнями замовника стадії КМ на будівельні металоконструкції (колони, ферми, балки, мостові конструкції тощо)
- Гнучкі роботи
- Механічна обробка деталей
- Механічна обробка дерева і металу
- Механічна обробка виливків
- Обробка термічна
- Роботи зуборізні
- Роботи токарські
- Роботи в термічних цехах і дільницях на електротермічних установках підвищеної та високої частоти
- Електро-, газозварювальні роботи, контроль за зварювальними з'єднаннями
- Роботи з використанням ручних електро-і пневмомашин та інструментів
- Слюсарні роботи
- Токарно-карусельні роботи
- Кругло-шліфувальні роботи
- Механообробка великих деталей
- Обробка металу різанням
- Обробка швів
- Піскоструминна обробка поверхонь
- Плоскошліфувальні роботи
- Зубошліфувальні роботи
- Лакофарбові роботи, ґрунтовка, шпаклівка, антикорозійна обробка поверхонь
- Обслуговування акумуляторних батарей, гальванічні роботи
- Роботи, пов'язані з відпалюванням сталі, сплавів і відливок
- Монтажні роботи
- Виготовлення та випробування строп
- Виготовлення посудин під тиском